# Okręty podwodne typu Cachalot
Okręty podwodne typu Cachalote – typ amerykańskich okrętów podwodnych z okresu II wojny światowej.

## Historia
Przed I wojną światową stratedzy US Navy planując przyszły rozwój floty wyrazili zapotrzebowanie na nowe okręty podwodne, które byłyby w stanie towarzyszyć innym jednostkom nawodnym w tym krążownikom i pancernikom. Okręty miały mieć duża prędkość nawodną wynoszącą ok. 20 węzłów i silne uzbrojenie. Pierwsza próba zbudowania okrętów tego typu okazała się nieudana. Zatwierdzone w 1915 trzy jednostki typu AA-1 weszły do służby w latach 1920 – 1923. Z uwagi na niedopracowany i wadliwy układ napędowy jednostki wycofano ze służby do roku 1923.
W 1916 kongres zatwierdził program budowy 58 okrętów przeznaczonych do działań przybrzeżnych i 9 „okrętów floty” przeznaczonych do ścisłej współpracy z dużymi okrętami nawodnymi. 3 jednostki przeznaczone do działań przybrzeżnych stały się prototypami serii okrętów typu S. 9 „okrętów floty” zbudowano w latach 1921–1934 i były to jedyne amerykańskie okręty zbudowane w tym czasie. Okręty te otrzymały nieformalne oznaczenie „typ V”, jednak różniły się od siebie znacznie pod względem konstrukcyjnym i należały do pięciu różnych typów okrętów podwodnych. Ostatnie dwa okręty typu „V” to jednostki typu Cachalot. Okręty te zaprojektowano z uwzględnieniem ograniczeń wynikających z traktatu londyńskiego o ograniczeniu zbrojeń na morzu z 1930. Wodowanie pierwszej jednostki serii USS „Cachalot” nastąpiło 19 października 1933, wejście do służby nastąpiło 1 grudnia 1933.

## Zbudowane okręty
- USS Cachalot (SS-170) – wodowanie 19 października 1933, wejście do służby 1 grudnia 1933, wycofanie ze służby 17 października 1945
- USS Cuttlefish (SS-171) – wodowanie 21 listopada 1933, wejście do służby 8 czerwca 1934, wycofanie ze służby 24 października 1945.